# Бурнашевы
Бурнашевы — два старинных русских дворянских рода.
Первый из них ведёт начало от подьячего Кузьмы Бурнашева, жившего во второй половине XVII века, и записанный в VI часть дворянских родословных книг Курской и Орловской губерний России.
Из этого рода происходил Степан Данилович Бурнашев (1743—1824), имевший двух сыновей: сельского хозяина Тимофея Степановича и переводчика с немецкого и французского, бывшего в 1814—1818 годах вице-губернатором, Петра Степановича, дочь которого Софья Петровна (1818—1883) — русская детская писательница и переводчица и сын, Владимир Петрович. Более поздний представитель этого рода: Сергей Николаевич (1875 — после 1929) — чиновник канцелярии Совета министров, член Совета Русского собрания.
Герб этого дворянского рода был записан в Часть IV Общего гербовника дворянских родов Всероссийской империи, страница 119.
Другой род Бурнашевых происходит от рейтара Леонтия Григорьевича Бурнашева, испомещенного в 1673 году, и записан в VI часть родословной книги Новгородской губернии, но герольдией правительствующего Сената, за недостаточностью доказательств, не утверждён в древнем дворянстве.